# 富山県立高岡高等学校
富山県立高岡高等学校（とやまけんりつ たかおかこうとうがっこう、英: Toyama Prefectural Takaoka High School）は、富山県高岡市中川園町に所在する公立高等学校。

## 概要
教育目標として「質實剛健」・「自主自律」の精神を育成することを掲げている。

## 設置学科
- 普通科
- 探究科学科（探究科学科は下記2学科の総称）
  - 理数科学科
  - 人文社会科学科

1学年の定員は、普通科4学級160名と探究科学科2学級80名の計240名である。
※2023年（令和5年）度から、普通科の定員が5学級200名から4学級160名となった。

## 沿革
（沿革節の主要な出典は公式サイト）
- 1898年（明治31年）
  - 4月1日 - 富山縣高岡尋常中學校として創立[3][4]。桜の校章と白線に二本を制定[5]。
  - 4月16日 - 第1回入学試験[4]。
  - 5月4日 - 高岡市博労畳町の大谷は旧越中教校を仮校舎とし[5]、授業開始[4]。
- 1899年（明治32年）
  - 1月18日 - 当時高岡城跡の一部として高岡公園に含まれていた射水郡下関村大字中川村の小松原台地東端（現・富山県道44号富山高岡線をはさんで向き合う標高13mの台地）にて新校舎の建設に着手する[6]。
  - 4月1日 - 富山縣第二中學校と改称[4]。
  - 5月24日 - 射水郡下関村大字中川村に新校舎の一部が落成[5][6]。
  - 6月16日 - 開校式を挙行[4]。
- 1901年（明治34年）10月4日 - 富山縣立高岡中學校と改称[7][8]。
- 1911年（明治44年）2月  - 校歌を制定[9]。
- 1933年（昭和8年）
  - 8月20日 - 新校歌を制定[10]。
  - 10月2日 - 新校旗を制定[11]。
- 1937年（昭和12年）8月[12] - 新校舎（現在の校舎の一代前、木造2階建）落成[13]。同年11月4日に落成式を挙行[14]。
- 1947年（昭和22年）4月 - 高岡中学校へ移設中学校設置[15]（1948年（昭和23年）3月31日廃止[16]）。
- 1948年（昭和23年）
  - 4月8日 - 富山県立高岡高等学校発足[17]。
  - 9月1日 - 高岡高等学校・高岡工芸高等学校・高岡東部女子高等学校の一部を統合し、富山県立高岡中部高等学校と改称[17][18]。
- 1950年（昭和25年）4月 - 工業課程（工芸科）を分離。全日制普通・家庭課程、定時制普通課程となる[19]（定時制は同年4月19日開校[20]）。
- 1951年（昭和26年）3月9日 - 校旗樹立式[21]。
- 1952年（昭和27年）
  - 2月4日 - 校歌を制定[22]。
  - 4月 - 家庭課程の生徒募集を停止[23]。
- 1953年（昭和28年）10月1日 - 富山県立高岡高等学校と改称（高岡高等学校としての創立記念日）[24]。
- 1961年（昭和36年）6月23日 - 運動場拡張工事終了、完成する[25]。
- 1968年（昭和43年）4月 - 富山県立志貴野高等学校の設置に伴い定時制普通課程の生徒募集を停止[26]。全日制に理数課程（理数科）を併設[27]。
- 1975年（昭和50年）10月 - アメリカ合衆国ニュージャージ州のリッジウッド・ハイスクールと姉妹校関係を締結[28]。
- 1979年（昭和54年）3月 - 財団法人高岡高等学校教育振興育英会を創設[29]。
- 1986年（昭和61年）10月24日 - 新校舎（現在の校舎）が着工[13][30]。
- 1988年（昭和63年）
  - 6月13日 - 旧富山大学工学部跡地に建設された新校舎（現在の校舎）が落成[31]。
  - 6月16日 - 創立90周年記念「螢雪館」落成[31]。同建物は第20回富山県建築賞一般の部に入選している（高岡高校記念館設計連合設計、塩谷建設施工）[32]。
  - 8月 - 移転[33]。旧校舎は後に高岡市美術館となる[34]。中庭、運動場などの整備が終了[31]。
  - 8月29日 - 新校舎の運用開始[35]。
- 1994年（平成6年）8月17日 - 旧校舎跡地記念碑（モニュメント、リングおよび記念銘板）の除幕式[34]。
- 1997年（平成9年）8月1日 - 櫻翔館、地鎮祭の後に着工[36]
- 1998年（平成10年）3月17日 - 創立100周年記念のセミナーハウス「櫻翔館」落成[36]。
- 2003年（平成15年） - 文部科学省よりスーパーサイエンスハイスクールに新規指定される（2003年 - 2005年度までの3年間指定）。
- 2006年（平成18年） - スーパーサイエンスハイスクールの指定期間終了を以って、2年間の終了経過措置校に指定される。
- 2011年（平成23年） - 理数科に代わる科として一年生に理数科学科、人文社会科学科が設置された。
- 2014年（平成26年） - 文部科学省よりスーパーグローバルハイスクールの指定を受ける。
- 2020年（令和2年） - 富山県立高岡西高等学校と統合し、富山県立高岡高等学校を設置。

## 校舎概要
※いずれも1988年竣工時点。
- 校舎 - 鉄筋コンクリート造3階建て一部4階建て、延床面積9,000m2
- 第一体育館 - 鉄筋コンクリート造2階建て、延床面積1,660m2
- 第二体育館 - 鉄筋コンクリート造2階建て、延床面積1,390m2

## 校風
「質實剛健」、「自主自律」の精神のもと生徒が自主的に活動を行っており、体育大会・文化祭・寒稽古といった学校行事は基本的に生徒主導で行われる。
県内の高校では珍しく、男子生徒は学ラン、女子生徒はセーラー服の制服を伝統的に着用する。

## 学習
- 学習室は「櫻翔館」、「螢雪館」の2つあり、生徒たちはこの恵まれた環境の中で朝や放課後の時間を利用して勉強に励んでいる。施設内にはホールや宿泊施設、研修室なども併設されており講演会や部活動などにおいても使用される[37][38]。
- 2年次より文系・理系に分かれて、自分の進路希望に沿ってより専門的に学習する[39]。

## 主な行事
- 4月 - 入学式、遠足
- 5月 - 吹奏楽演奏会、中間考査
- 6月 - 体育大会
- 7月 - 期末考査、夏季特別編成授業
- 8月 - オープンハイスクール
- 10月 - 文化祭、中間考査、球技大会
- 11月 - 期末考査
- 12月 - 冬季特別編成授業
- 1月 - 寒稽古納会
- 2月 - 学年末考査
- 3月 - 春季特別編成授業、卒業式

## 部活動
- 運動部 - 陸上競技、体操、バスケットボール、バレーボール、卓球、テニス、ハンドボール、サッカー、ラグビー、バドミントン、柔道、剣道、弓道、野球[40]
- 文化部 - 自然科学、家庭、美術、書道、合唱、軽音楽、華茶道、写真、映画研究、演劇、英会話、囲碁、将棋、コンピュータ、放送、文芸新聞、吹奏楽、かるた、弦楽[40]

## 著名な卒業生

### 政治
- 館哲二（内務次官、東京府知事、島根県知事、石川県知事、富山県知事、内閣官房総務課長、参議院議員）
- 橘慶一郎（衆議院議員、復興副大臣、高岡市長）
- 堂故茂（参議院議員、文部科学大臣政務官、氷見市長）
- 高橋正樹（高岡市長）
- 出町譲（高岡市議会議員）
- 夏野元志（射水市長）
- 林正之（氷見市長）
- 本川祐治郎（氷見市長）
- 松村謙三（衆議院議員、文部大臣、農林大臣、厚生大臣）
- 向井英二（富山県議会議員、高岡市議会議員）
- 山田俊男（参議院議員）
- 山本徹（第74代全国都道府県議会議長会議長[41]、第131代富山県議会議長、第121代富山県議会副議長、富山県議会議員、高岡市議会議員）[42]

### 行政・司法
- 矢口洪一（第11代最高裁判所長官）※ 4年次に京都一中へ転校
- 二橋正弘（元自治事務次官、内閣官房副長官（事務担当））
- 屋敷利紀（金融庁総合政策局長）
- 河内正孝（元総務省大臣官房総括審議官）
- 清田康之（元国土庁地方振興局総務課過疎対策室長）

### 実業
- 河合良成（元コマツ社長、厚生大臣、衆議院議員、貴族院議員、農商務官僚）
- 中村利江（夢の街創造委員会社長）
- 齊藤栄吉（富山銀行頭取）
- 鶴宏明（ポケモン代表取締役、プロデューサー）
- 松田洋祐（スクウェア・エニックス社長）
- 小林光俊（学校法人敬心学園理事長）
- 三浦健人（トムソン・ロイター株式会社 代表取締役社長、元Apple Pay日本及び韓国 総責任者）

### マスコミ
- 正力松太郎（読売新聞社主、科学技術庁長官、北海道開発庁長官、国家公安委員会委員長、衆議院議員、貴族院議員）
- 小杉善信（日本テレビホールディングス社長、日本テレビ社長、日本民間放送連盟副会長）
- 松井康真（元テレビ朝日アナウンサー）
- モーリー・ロバートソン（ジャーナリスト、J-WAVEナビゲーター）
- 秋野由美子（NHKアナウンサー）
- 長島弘樹（富山テレビアナウンサー、元東海テレビ放送アナウンサー）
- 相本芳彦（元北日本放送アナウンサー）
- 岩井克行（元北日本放送アナウンサー）
- 伊藤源太（NHKアナウンサー）
- 大木浩司（NHKアナウンサー）
- 江幡平三郎（IBC岩手放送アナウンサー）
- 白石興二郎（読売新聞グループ本社前会長）

### 学界
- 湊長博（医学者、京都大学総長）
- 山内邦臣（米文学者、京都大学名誉教授、元奈良女子大学文学部長）（旧姓姉嵜）
- 金田章裕（地理学者、京都大学名誉教授、元人間文化研究機構長）
- 上埜進（会計学者、甲南大学大学院教授）、President, Asia-Pacific Mamagement Accounting Association (APMAA)
- 岡田知弘（経済学者、京都大学大学院教授）
- 崎田文二（物理学者、元ニューヨーク市立大学特別教授）
- 石井志保子（数学者、東京大学名誉教授）
- 戸瀬信之（数学者、慶応義塾大学教授）
- 飯盛里安（分析化学者、理化学研究所名誉研究員)
- 後房雄（政治学者、名古屋大学教授)
- 古村孝志（地震学者、東京大学教授、元日本地震学会副会長）
- 青山邦夫（裁判官、弁護士、名城大学法務研究科（法科大学院）教授）
- 川人貞史（政治学者、東京大学名誉教授）
- 五箇公一（昆虫学者）

### その他
- 河辺正三（陸軍大将）
- 今市子（漫画家）
- 加納みゆき（女優）
- 木崎さと子（芥川賞作家）
- 東海辰弥（元アメリカンフットボール選手）
- 藤子不二雄A（漫画家）
- 河本ほむら（漫画家）
- 古村勇人（俳優）
- 河文雄（元野球選手）
- 米田弥央（女優）
- 角間貴生（芸術家）
- 清原博（弁護士）
- 堀浩哉（芸術家）[43]

## アクセス
- JR氷見線越中中川駅 徒歩5分